# 郭敬
郭 敬（かく けい、生没年不詳）は、五胡十六国時代後趙の人物。字は季子、太原郡鄔県の出身。

## 経歴
地元で農業を営んでいた。
武郷北原に住んでいた羯族の石勒という人物が、非凡な風格と並々ならぬ志を持っているということで、周辺の村長や人相見から評判となっていた。彼らは多くの人々を呼び集めると、石勒を厚遇するよう勧めたが、ほとんどの人は失笑してまともに取り合わなかった。ただ、郭敬は正に言う通りであると感じ、石勒に資金援助をした。石勒はこれを恩義に感じ、農作業に協力してそれに報いた。
302年から303年にかけて并州で飢饉が発生すると、故郷を離れて難民となっていた石勒と出会った。石勒は長らくの間食べ物を口にしておらず、涙ながらに飢えと寒さによる窮状を訴えた。これを聞いた郭敬は、石勒の涙と境遇にもらい泣きをし、手持ちの銭と携帯していた食料を与え、衣服も合わせて提供した。その後、しばらく石勒とその一族の面倒を見るようになった。石勒は郭敬と語らい合い「今、大飢饉に見舞われ、困窮する人が多く見捨てられておりますが、その中でも諸胡の飢餓は甚だしいものがあります。そこで、穀物があると言って彼らを冀州に呼び寄せて、捕えて売ってしまおうと考えています。そうすれば、我々も彼らも共に飢えを凌ぐことが出来ます。」と、今後の方針を述べた。郭敬はこれに深く賛同の意を示した。
并州刺史司馬騰は胡人を捕えて山東へ売り飛ばして軍事費を捻出しており、石勒も彼らに捕らえられた。司馬騰配下の張隆は石勒に暴行を加え、屈辱を浴びせた。不憫に思った郭敬は、胡人連行の任務に当たっていた族兄郭陽とその兄子郭時に、石勒を守るよう頼んだ。郭陽らは何度も張隆に暴行を控えるよう求めて石勒を庇い、また食料や薬を与えた。
その後、郭敬は乞活（流民集団）に付き従い、青州刺史李惲と共に苑郷に入った。
313年4月、石勒が苑郷に侵攻すると、上白城において李惲を討ち取った。石勒は降伏した兵を生き埋めにしようとしたが、その中にかつての恩人である郭敬がいることを知った。石勒はその郭敬と思われる兵に近寄り、馬上より「あなたはもしや郭季子ではないか。」と尋ねると、郭敬はこれに叩頭して答えた。石勒はすぐさま馬から下り、郭敬の手を取ると「今日ここで再び相見みえる事が出来たのは、正に天の思し召しである。」と涙を浮かべた。従者に衣服と車馬を郭敬に与えるよう命じると、上将軍に任じ、降伏した兵も全て許して彼の配下につけた。
後に荊州監軍に任じられて樊城を守った。
330年9月、南蛮校尉董幼と共に襄陽に進攻した。東晋の南中郎将周撫は監沔北軍事に任じられて襄陽を守った。石勒が策を献じると、郭敬はあえて樊城に軍を引き、城の旗幟を全て収めて誰もいないように見せかけ、不審に思った偵察がやって来ると「せいぜい城を堅守しておくがいい。後7、8日もすれば、騎兵の大軍が至るであろう。そうなっては、逃げるのは難しかろう。」と告げた。さらに、郭敬は人を派遣して馬に水浴びさせ、全頭を終えるとまた最初からやり直し、昼夜休む事無く続けさせて多くの馬がいるように見せかけた。間諜は帰ると周撫にこのことを報告した。周撫は石勒の本軍が至ったのだと思い込み、恐れおののいて武昌へと逃げ込んだ。郭敬軍が襄陽に入ると、河南の流民は尽く後趙に帰属した。郭敬は兵に略奪を働かせなかったため、百姓は安堵した。東晋の平北将軍魏該の弟の魏程らは、その兵を引き連れて、石城を開いて郭敬に降伏した。郭敬は襄陽城を壊して百姓を沔北に移すと、樊城の守りを固めた。郭敬は功績により荊州刺史に任じられた。
郭敬が軍を退いて樊城に留まると、東晋軍が再び襄陽城に入った。332年4月、郭敬は再び襄陽に攻撃を仕掛け、これを陥落させると、今度は守備兵を置いてから戻った。
7月、郭敬が南の江西へと進攻すると、東晋の太尉陶侃は子の平西参軍陶斌と南中郎将桓宣を派遣し、虚を突いて樊城に攻め込ませ、城中の人民を連れ去った。郭敬は軍を返して樊城の救援に向かい、涅水で桓宣軍に追いつき、戦闘を繰り広げた。郭敬の前軍は大敗を喫し、桓宣軍も兵の大半が死傷したが、略奪した物全てを取り返してから去った。陶侃はさらに兄子の陶臻と竟陵郡太守李陽を新野に攻め込ませ、陥落させた。これを受け郭敬は撤退した。
これ以降、郭敬について史書に記載はない。